# Maj & Charlie
Maj & Charlie er en dansk komedieserie, der er produceret af Metronome og Social Club for TV3. Serien havde premiere 1. september 2008.
Serien er instrueret af Mikkel Serup, mens Marie Østerbye og Christian Torpe har skrevet manuskriptet.

## Medvirkende
- Anne Vester Høyer
- Johannes Lilleøre
- Mira Wanting
- Ken Vedsegaard
- David Owe
- Sofie Lassen-Kahlke
- Finn Bergh
- Mads Koudal
- Mads Lodberg
- Rolf Rasmussen
- Dan Zahle
- Anders Brink Madsen